# 本間謙二 (哲学者)
本間 謙二（ほんま けんじ、1945年7月7日 - ）は、日本の哲学者・倫理学者・教育者。北海道教育大学名誉教授、元学長。

## 来歴
北海道出身。東北大学文学部卒業。1976年、東北大学大学院文学研究科哲学専攻博士課程単位取得退学。1976年、北海道教育大学教育学部旭川分校助手・北海道教育大学附属旭川中学校教諭。1977年、北海道教育大学教育学部旭川分校専任講師。1981年、北海道教育大学教育学部旭川分校助教授。1989年、北海道教育大学教育学部旭川校教授。北海道教育大学旭川校分校主事。2004年、北海道教育大学理事。北海道教育大学附属旭川図書館長。2005年、北海道教育大学国際交流センター長。2007年8月、北海道教育大学12代学長に就任。2015年9月、北海道教育大学学長退任。2015年10月、北海道教育大学名誉教授。練成会グループ相談役。旭川厚生看護専門学校非常勤講師。2021年、瑞宝中綬章受章。

## 研究
専門は、哲学・倫理学・教育学。特に、解釈学・現象学・道徳哲学を研究。

## 翻訳
- 『フッサール 事象への帰還』（ダニエル・クリストフ、木田元共訳、大修館書店） 1974年5月
- 『神の存在論的証明 近世におけるその問題と歴史』（ディーター・ヘンリッヒ、中村文郎ほか共訳、法政大学出版局） 1986年8月初版 / 2012年7月新装版
- 『科学の時代における理性』（ハンス・ゲオルク・ガダマー、座小田豊共訳、法政大学出版局） 1988年9月
- 『理論を讃えて』（ハンス・ゲオルク・ガダマー、須田朗共訳、法政大学出版局） 1993年10月

## 共編
- 『知ることと生きること　現代哲学のプロムナード』（岡田雅勝共編、東信堂） 1988年4月